# Richard Puchner
Richard Puchner (* 25. März 1883 in Tarsdorf, Oberösterreich; † 1965) war ein österreichischer Architekt.

## Leben und Wirken
Puchner studierte nach Ablegung der Baumeisterprüfung als a.o. Hörer an der technischen Hochschule  und absolvierte anschließend als ordentlicher Hörer an der Akademie der Bildenden Künste Wien. Er beschäftigte sich mit der gotischen Baukunst, nahm Aufträge für Restaurierungsarbeiten im Auftrag der Zentralkommission für Denkmalpflege an und leitete kurz vor dem Ersten Weltkrieg den Umbau von Schloss Ambras.
Richard Puchner zählte neben August Lang u. a. zu den Architekten, die unter dem Einfluss von Mauriz Balzarek in Bad Hall Bauwerke mit guter Gliederung der Baukörper und mit romantisch verspielten Details im Geist des Jugendstils realisierten.
Er zählte zu den Gründungsmitgliedern der Innviertler Künstlergilde und gehörte auch dem Oberösterreichischen Kunstverein als aktives und dem Bundesdenkmalamt als korrespondierendes Mitglied an.

## Werke

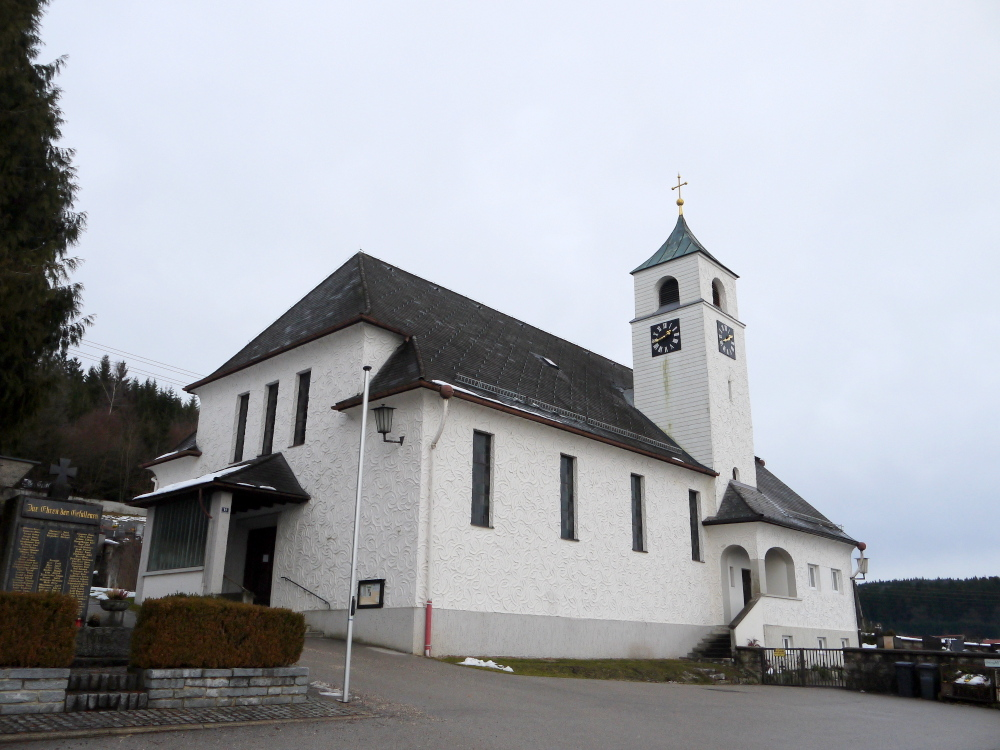
Katholische Pfarrkirche Maria Lourdes und Kriegerdenkmal in Schneegattern

Bis 1933 konnte Puchner etwa 80 größere Zu- und Aufbauten realisieren, darunter den Neubau der Hauptschule in Sierning. Von 32 Entwürfen zu Kriegerdenkmalen konnte er 20 ausführen. Zahlreiche Entwürfe konnten wegen der ungünstigen Wirtschaftslage bis dahin nicht realisiert werden.
- Kriegerdenkmal in Halsbach, Oberbayern (1922) und in Tittmoning, Oberbayern (1920)
- Pfarrkirche Micheldorf in Oberösterreich (etwa 1930, gemeinsam mit Matthäus Schlager)
- Pfarrkirche Schneegattern (1934–1936), Gemeinde Lengnau

als Autor
- Gotische Bauweise im oberen Innviertel, Beitrag in den Christlichen Kunstblättern, Band 72, Linz, 1931, S 11 bis 16 und 40 bis 45